# Габрівська сільська рада
Габрівська сільська рада — колишня адміністративно-територіальна одиниця та орган місцевого самоврядування в Пулинському (Червоноармійському) районі Волинської округи, Київської та Житомирської областей УРСР з адміністративним центром у селі Габрівка.

## Населені пункти
Сільській раді на момент ліквідації були підпорядковані населені пункти:
- с. Габрівка

## Населення
Кількість населення ради, станом на 1931 рік, складала 734 особи.

## Історія та адміністративний устрій
Створена 27 жовтня 1926 року, відповідно до наказу Волинського ОВК № 125 «Про утворення нових національних селищних та сільських рад, поширення мережі українських сільрад та перейменування існуючих сільрад у національні», в складі колоній Габрівка, Юзефівка та Ягодинка Корчівської сільської ради Пулинського району Волинської округи. 
3 квітня 1930 року увійшла до складу, сформованого на базі Пулинського району, Пулинського німецького національного району Волинської округи.
Станом на 1 жовтня 1941 року в складі ради значиться х. Липівка; колонії Юзефівка (Юзефин) та Ягодинка не перебувають на обліку населених пунктів.
Точну дату ліквідації не встановлено. Станом на 1 вересня 1946 року с. Габрівка та х. Липівка перебували на обліку в складі Корчівської сільської ради Червоноармійського району Житомирської області.